# Ternes (métro de Paris)
Pour les articles homonymes, voir Ternes.
Ternes est une station de la ligne 2 du métro de Paris, située à la limite des 8e et 17e arrondissements de Paris.

## Situation
La station est implantée à la limite administrative entre le quartier du Faubourg-du-Roule au sud-est et le quartier des Ternes au nord-est, non loin de leurs limites respectives avec le quartier de la Plaine-de-Monceaux au nord. Elle est se trouve sous la place des Ternes, les quais étant établis en courbe et orientés nord-est/sud-ouest, selon les axes de l'avenue de Wagram d'une part et du boulevard de Courcelles d'autre part. Elle s'intercale entre les stations Charles de Gaulle - Étoile et Courcelles.

## Histoire
La station est ouverte le 7 octobre 1902 avec la mise en service du tronçon entre Étoile (aujourd'hui Charles de Gaulle - Étoile) et Anvers de la ligne 2 Nord, laquelle deviendra plus simplement la ligne 2 le 17 octobre 1907 à la suite de l'absorption de la ligne 2 Sud (correspondant à une large part de l'actuelle ligne 6) par la ligne 5 le 14 octobre précédent.
Elle doit sa dénomination à son implantation sous la place des Ternes, au débouché de l'avenue éponyme, ces deux voies renvoyant à l'ancien hameau des Ternes qui a lui-même donné son nom à l'actuel quartier des Ternes, situé au nord-ouest de la station.
Dans les années 1960, les quais sont modernisés par la mise en place d'un carrossage métallique sur les piédroits, doté de montants horizontaux de couleur vert d'eau et de cadres publicitaires dorés, éclairés par le haut. Cet aménagement, alors largement utilisé sur le réseau en tant que moyen de rénover les stations rapidement et à moindre coût, voit ses lambris repeints en bleu dans les années 1990, tandis que les bancs d'origine sont remplacés par des sièges blancs de style « Motte ».
Dans le cadre du programme « Renouveau du métro » de la RATP, les couloirs et la salle de distribution des titres de transport sont rénovés le 21 décembre 2001, puis les quais font l'objet du même traitement entre 2007 et 2008, ce qui entraîne le retrait définitif de leur carrossage publicitaire au profit d'un renouvellement du carrelage blanc biseauté d'origine.

### Fréquentation
Selon les estimations de la RATP, la station a vu entrer 3 329 214 voyageurs en 2019, ce qui la place à la 152e position des stations de métro pour sa fréquentation sur 302,. En 2020, avec la crise du Covid-19, son trafic annuel tombe à 1 703 632 voyageurs, ce qui la classe alors au 146e rang, avant de remonter progressivement en 2021 avec 2 292 256 entrants comptabilisés, la reléguant cependant à la 149e position des stations du réseau pour sa fréquentation cette année-là.

## Services aux voyageurs

### Accès
La station dispose de trois accès :
- l'accès no 1 « Avenue des Ternes », constitué d'un escalier fixe agrémenté d'un mât avec un « M » jaune inscrit dans un cercle, se trouvant au droit du no 3 de la place des Ternes ;
- l'accès no 2 « Place des Ternes », constitué d'un escalier fixe orné d'un édicule Guimard, débouchant sur le terre-plein central de la place précitée ;
- l'accès no 3 « Boulevard de Courcelles », constitué d'un escalier mécanique montant permettant uniquement la sortie depuis le quai en direction de Porte Dauphine, se situant face au no 130 du boulevard de Courcelles.

L'édicule Guimard ornant l'accès no 2 fait l'objet d'une inscription au titre des monuments historiques par l'arrêté du 25 juillet 1965, protection renouvelée le 12 février 2016.

Accès à la station
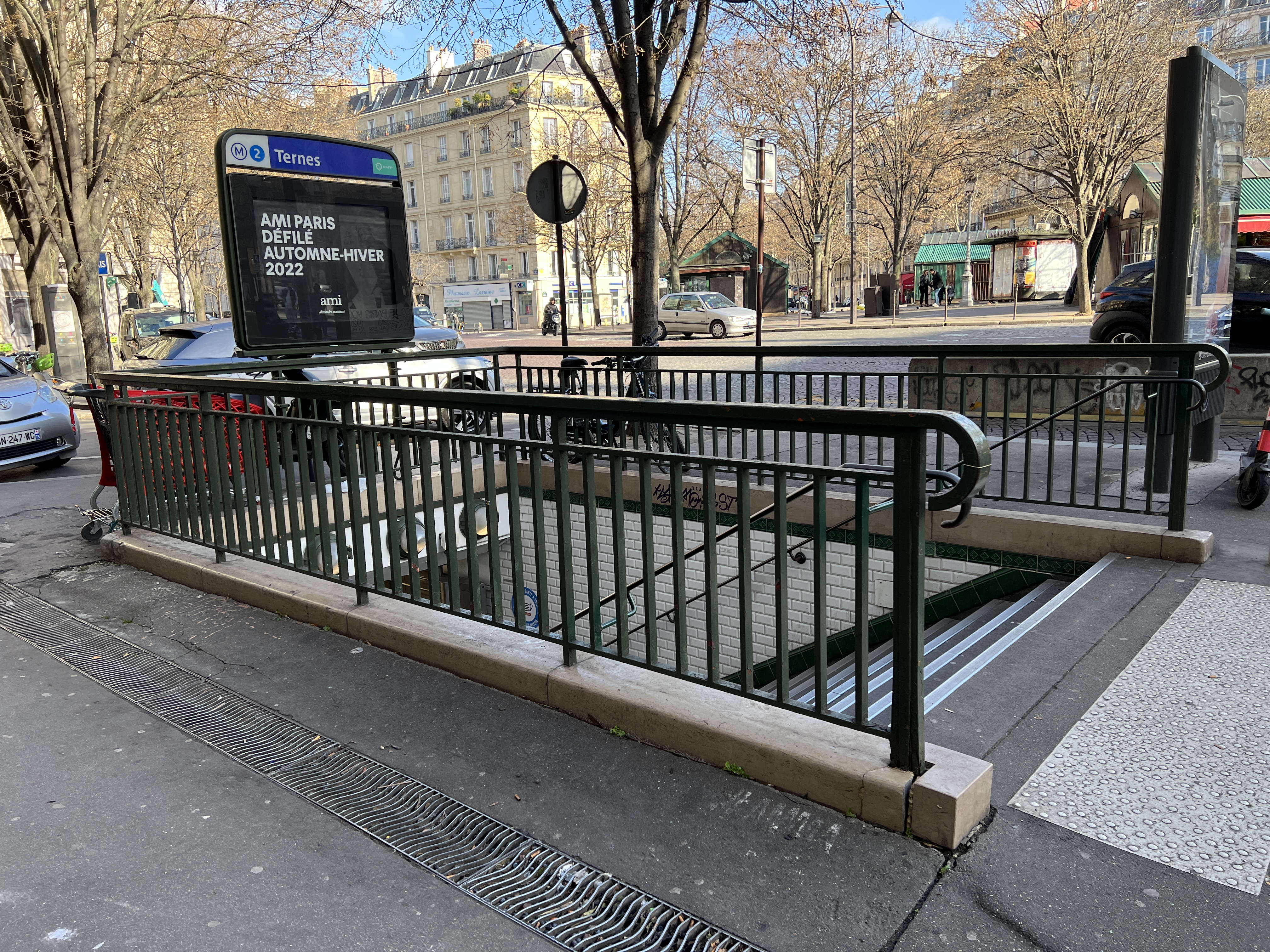
L'accès no 1, « Avenue des Ternes ».
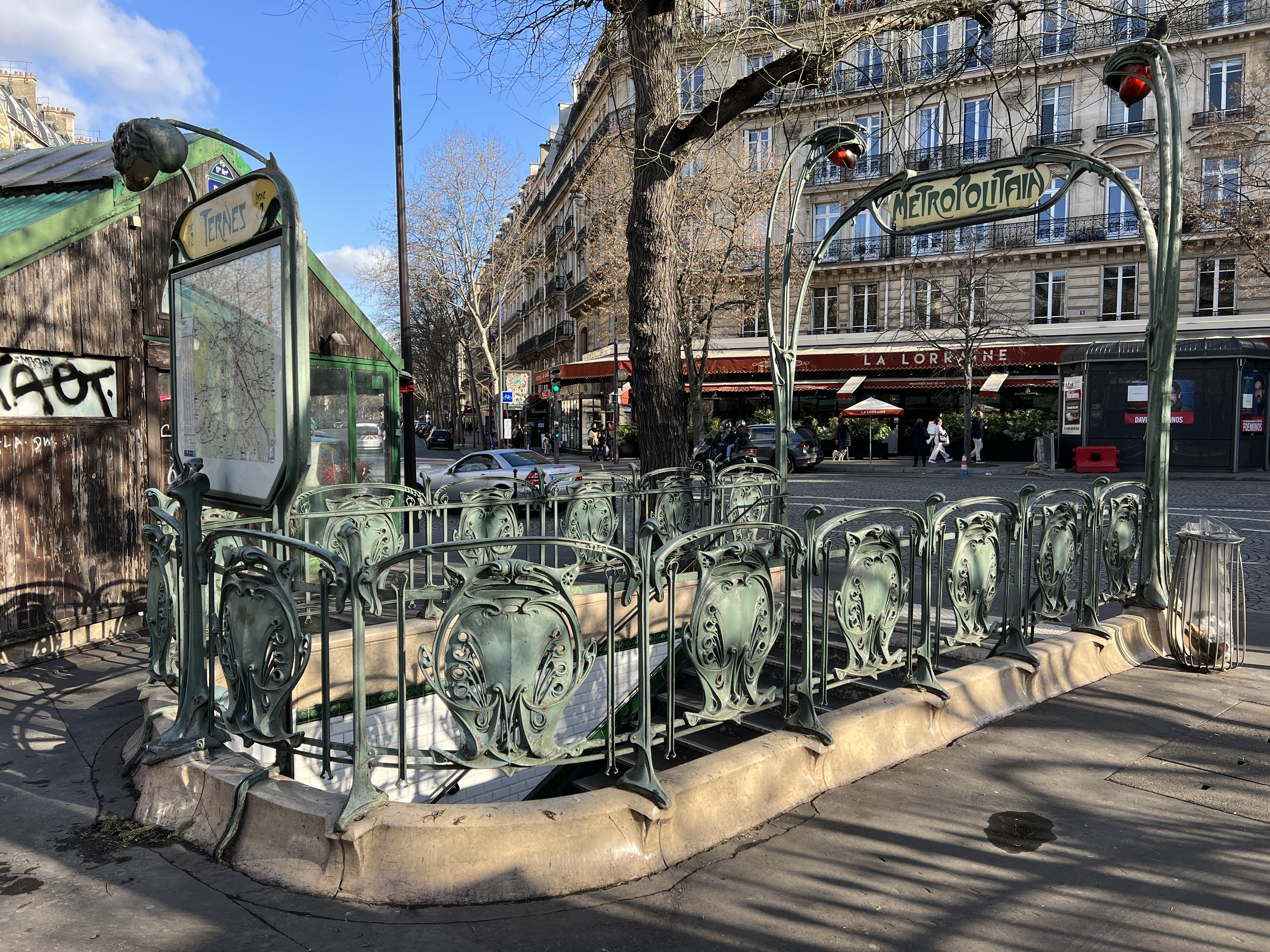
L'accès no 2, « Place des Ternes ».
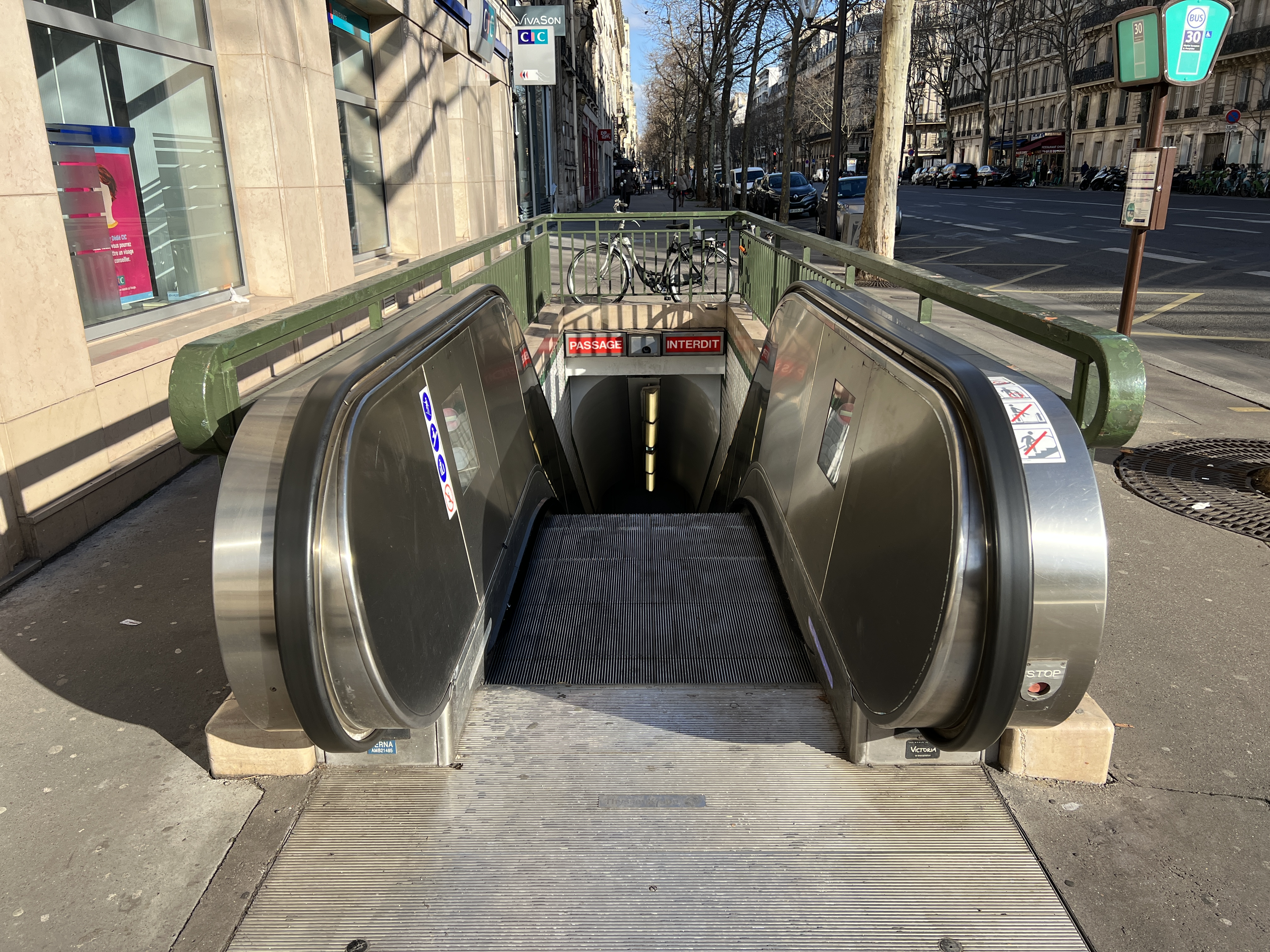
L'accès no 3, « Boulevard de Courcelles ».

### Quais
Ternes est une station en courbe de configuration standard pour le métro de Paris : elle possède deux quais, d'une longueur conventionnelle de 75 mètres, séparés par les voies du métro situées au centre et la voûte est elliptique. La décoration est du style utilisé pour la majorité des stations du métro : les bandeaux d'éclairage sont blancs et arrondis dans le style « Gaudin » du renouveau du métro des années 2000, et les carreaux en céramique blancs biseautés recouvrent les piédroits ainsi que les tympans, tandis que la voûte est simplement peinte en blanc. Les cadres publicitaires sont en céramique blanche également et le nom de la station est inscrit en police de caractères Parisine sur des plaques émaillées. Les sièges sont de style « Akiko » de couleur verte.

Quais de la station
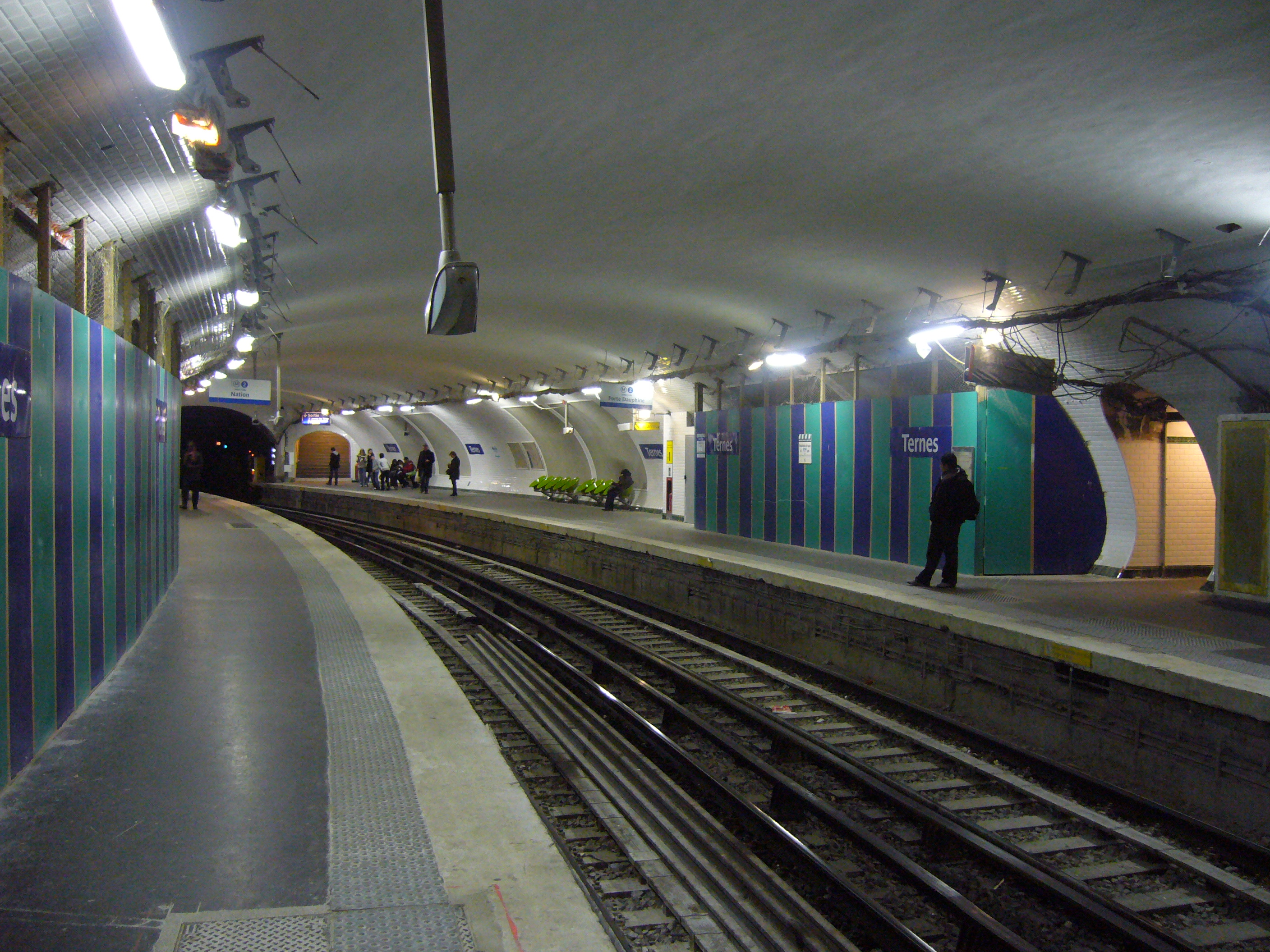
Les quais en cours de rénovation en mars 2008.
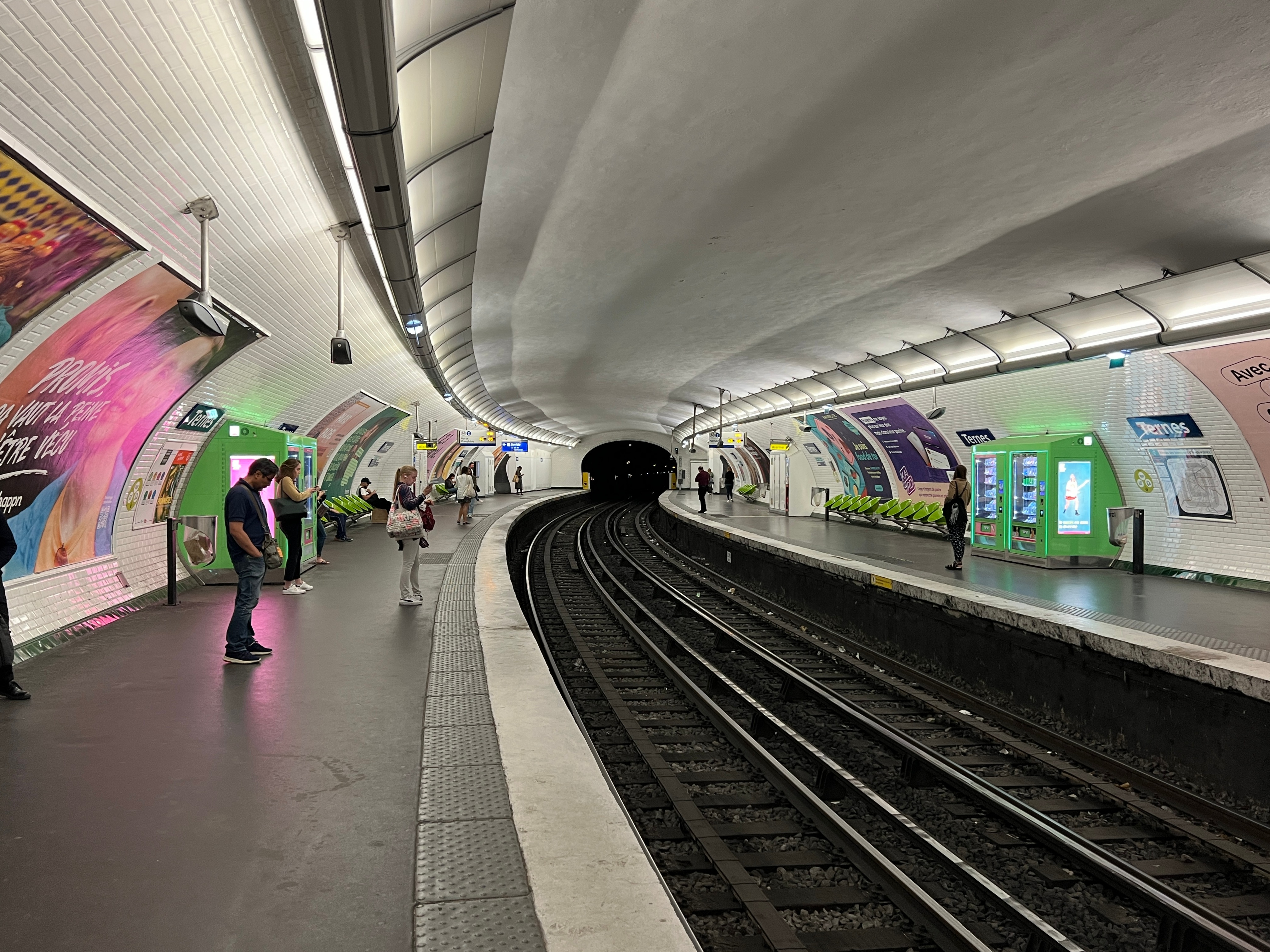
Vue d'ensemble des quais en direction de Nation..
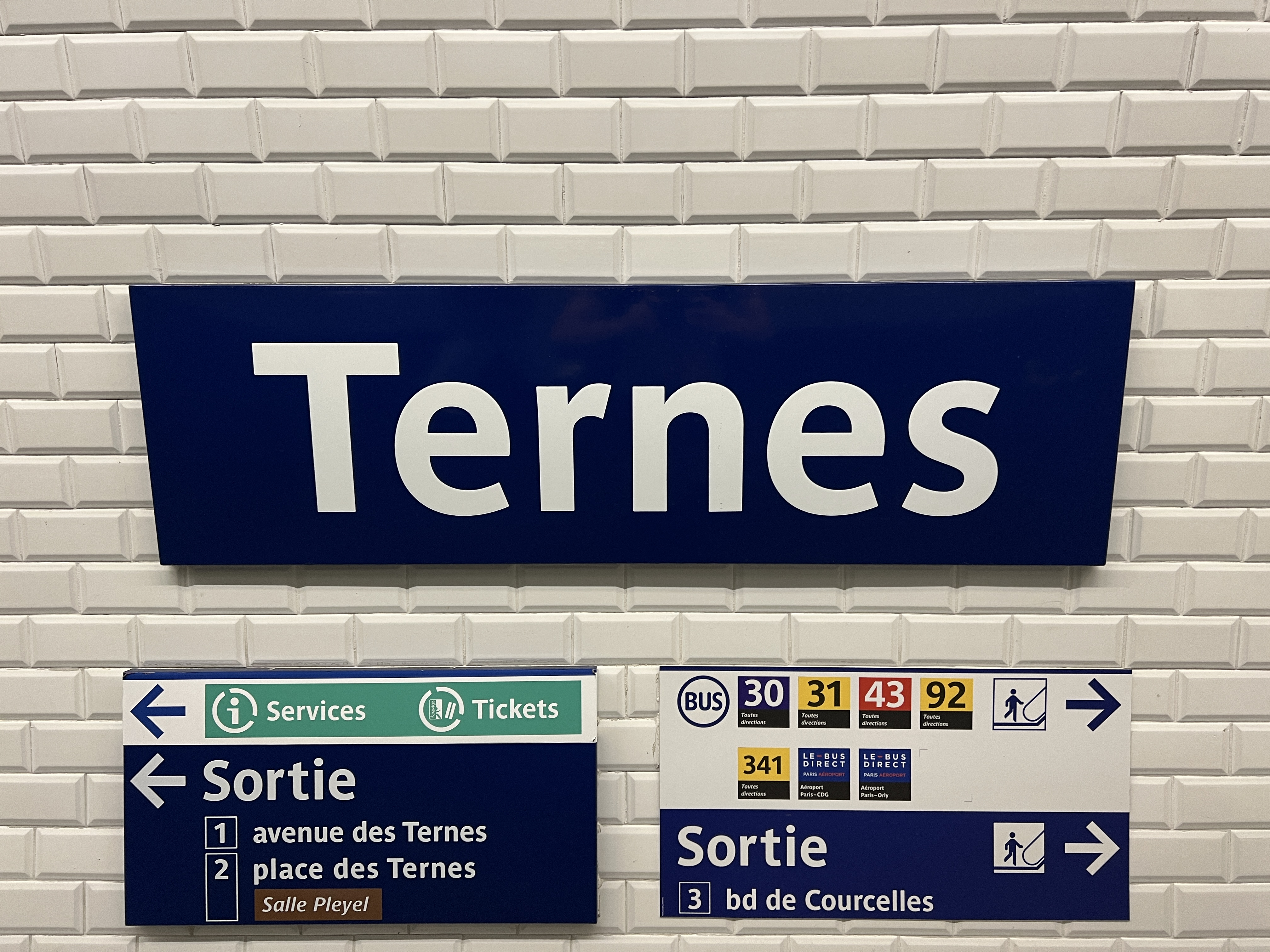
Plaque émaillée indiquant le nom de la station.

### Intermodalité
La station est desservie par les lignes 30, 31, 43 et 341 du réseau de bus RATP.

## À proximité
- Salle Wagram
- Salle Pleyel
- Cathédrale Saint-Alexandre-Nevsky
- Ambassade d'Haïti
- Ambassade du Népal
- Hôtel Salomon de Rothschild
- Jardin de l'Hôtel-Salomon-de-Rothschild